# Rankovce, Slovacia
Rankovce este o comună slovacă, aflată în districtul Košice-okolie din regiunea Košice. Localitatea se află la altitudinea de 364 m deasupra n.m., se întinde pe o suprafață de 14,84 km2 și în 2017 număra 889 de locuitori.

## Istoric
Localitatea Rankovce este atestată documentar din 1332.

## Demografie
| An:                | 1994 | 2004    | 2014    | 2024    |
| ------------------ | ---- | ------- | ------- | ------- |
| Număr de persoane: | 491  | 599     | 791     | 1070    |
| Diferență:         |      | +21,99% | +32,05% | +35,27% |

| An:                | 2023 | 2024   |
| ------------------ | ---- | ------ |
| Număr de persoane: | 1043 | 1070   |
| Diferență:         |      | +2,58% |